# 삼포 개항
삼포 개항(三浦開港)은 1426년(세종 8년) 대마도주(對馬島主) 소 사다모리(일본어: 宗貞盛 종정성[*])의 청에 따라 기존에 개방하였던 웅천(熊川, 오늘날 진해)의 내이포(乃而浦)와 부산포(釜山浦) 이외에도 울산의 염포(鹽浦)를 추가로 개항하고 일본인에게 교역을 허락한 일이다.
1418년 세종 초년 제3차 대마도 정벌 이후 대마도주 사다모리(종정성)는 단절된 조선과의 정상적 교역을 누차 청하여 왔기 때문에 조정에서도 그들에 대한 유화책의 하나로 3포를 세종 8년 개항했다. 그래서 웅천(熊川, 현재의 진해)의 내이포(乃而浦, 제포[薺浦]라고도 함), 동래(현재의 부산)의 부산포(富山浦), 울산의 염포(鹽浦) 등 3포를 열어 무역할 것을 허락하였다. 3포에는 각각 왜관을 두어 왜인 60명에 대하여 거주를 허락하였다.

## 삼포 왜란
1510년 중종 5년 4월 4일 제포(내이포)에 거주하고 있던 항거왜추(恒居倭酋), 대조마도(大趙馬道), 노고수장(奴古守長) 등이 병선 100척과 무장한 왜인 4~5천명을 거느리고, 성을 공격하였다. 이들은 삼포의 각 관리들의 부당한 요구를 토로하며, 부산포 첨사는 소금과 기와를 굽는데 사용하는 땔감을 과하게 요구하였고, 웅천 현감은 왜인들의 상업 활동을 금하면서 급료를 제대로 주지 않고, 제포의 첨사는 고기잡이를 할 때 허락을 해주지 않으면서, 왜인을 4명을 살해했다는 대의명분을 내세웠다. 이들은 부산포, 제포를 함락시키고, 영등포를 불사르고, 웅천진 등을 공격하였다.
이 변란으로 인해 부산포, 제포, 웅천, 영등포가 함락되고, 부산포 첨사 이우증이 살해당하였다. 군사와 백성들 272명이 죽고, 동평현, 동래현, 민가 796호가 전소되었다.
1510년 4월 13일 확전을 염려한 대마도주 종성친은 서계를 보내 강화를 요청하였다.
그러나 조정에서는 황형(黃衡), 유담년(柳聃年)을 경상좌우도방어사(慶尙左右道防禦使)로 임명하여 군사를 보내 이들을 토벌하였다. 1510년 4월 19일 제포에 모여있는 왜인들을 세 갈래로 포위하여 8시간의 협공 끝에 적을 물리쳤다.

## 관련 건축물
2004년 12월 7일 염포 개항 기념공원이 울산시 북구 해발 305ｍ의 동축산 정상에서 준공되었다. 이곳에서 옛 염포를 조망할 수 있는 팔각정과 기념비가 있다.

## 같이 보기
- 대마도 원정
- 삼포 왜란
- 왜관
- 임신약조